# Araz Ağalarov
Araz Isgändär oğlu Ağalarov (azerbajdzjanska: Araz İsgəndər oğlu Ağalarov, ryska: Ара́з Исканде́рович Агала́ров: Araz Iskanderovitj Agalarov), född 8 november 1955, är en azerisk-rysk företagsledare som är medgrundare, delägare och VD för fastighetsbolaget Crocus Group. Den amerikanska ekonomitidskriften Forbes rankar Ağalarov till att vara världens 1 389:e rikaste med en förmögenhet på $1,6 miljarder för den 16 oktober 2018.
Ağalarov avlade examen i datavetenskap vid Azärbaycan Texniki Universiteti.
Han är far till sångaren och affärsmannen Emin Ağalarov och var svärfar till Leyla Äliyeva, dotter till Azerbajdzjans nuvarande president Ilham Alijev, när hon var gift med sonen Emin mellan 2006 och 2015. Både far och son förekommer i utredningen om den påstådda ryska inblandning i 2016 års amerikanska presidentval, där vännen och affärspartnern Donald Trump valdes till USA:s president.